# جرمی ایزاک
جرمی ایزاک (انگلیسی: Jeremy Isaacs؛ زادهٔ ۲۸ سپتامبر ۱۹۳۲) تهیه‌کننده تلویزیونی اهل بریتانیا است.
او در سال ۱۹۸۶ بورس تحصیلی مؤسسه فیلم بریتانیا را دریافت کرد و در سال ۱۹۸۵ برنده جایزه بفتا فلوشیپ شد. او همچنین از سال ۱۹۸۷ تا ۱۹۹۶ مدیر کل تالار اپرای سلطنتی لندن کاونت گاردن بود.

## اوایل زندگی
او در گلاسگو متولد شد. در هیلهد بزرگ شد و در آکادمی گلاسکو تحصیل کرد و مطالعات کلاسیک خواند.